# Große Barockkrippe Frauenwörth

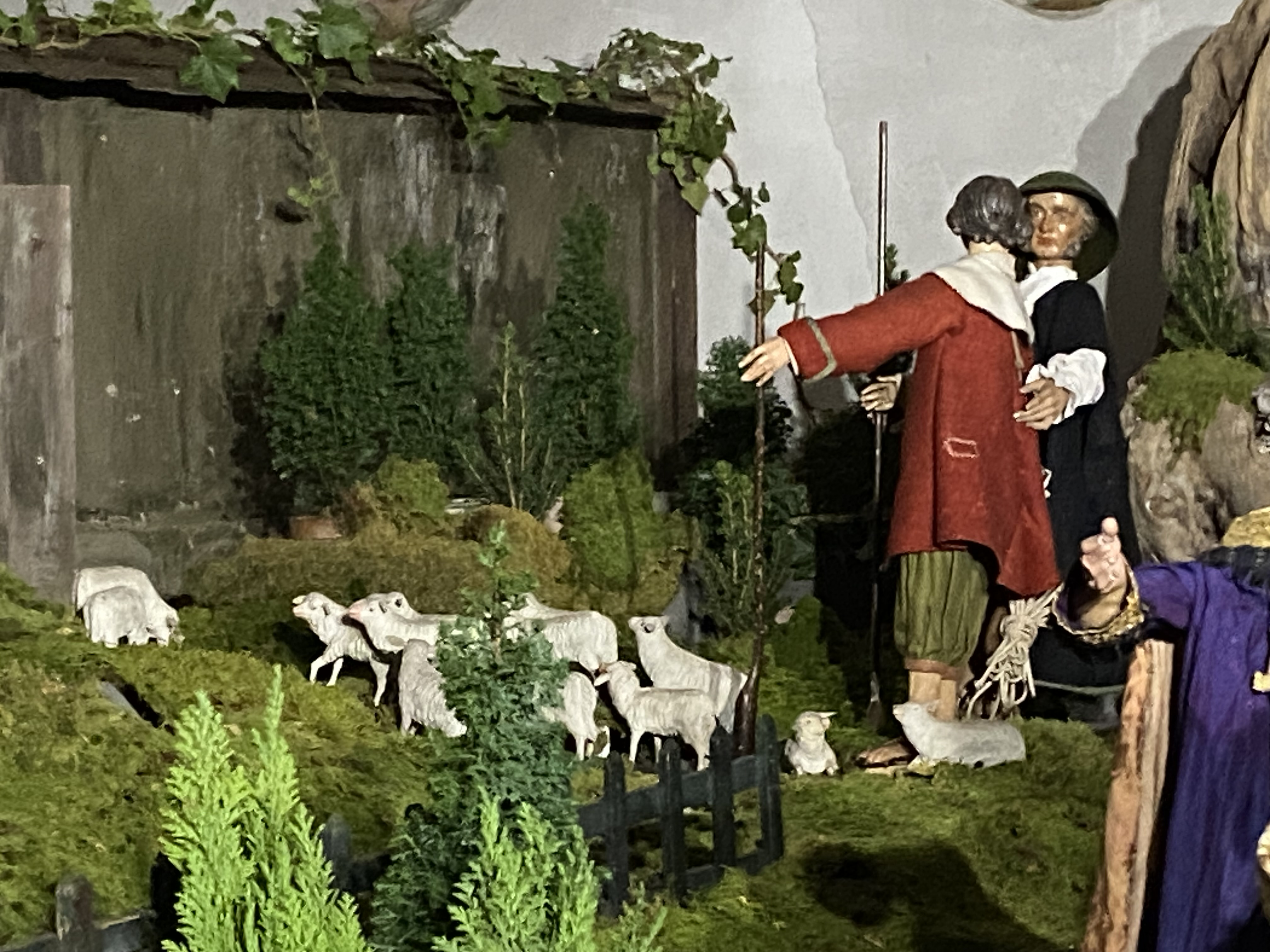
Hirten auf dem Feld

Die Große Barockkrippe Frauenwörth ist eine seit 1627 jährlich in der Abteikirche der Abtei Frauenwörth auf der Fraueninsel im Chiemsee in Oberbayern aufgestellte figürliche Darstellung der Weihnachtsgeschichte.

## Entstehung
Aus den Tagebuchaufzeichnungen der damaligen Äbtissin Maria Magdalena Haidenbucher (1606–1650) ist zu entnehmen, dass sie bereits zur Weihnacht 1627, inmitten des Dreißigjährigen Krieges, eine Krippe in der Apostelkapelle, der heutigen Irmengard-Kapelle (untere Chorscheitelkapelle) aufstellen ließ. Sie ließ dazu eine schöne Hittn und einen Berg fertigen und zur Aufstellung den Altar entfernen. Über die Anschaffung der dazugehörenden Figuren wird in den akribisch geführten Tagebuchaufzeichnungen nichts gesagt.

„Anno Domini 1627. … Diseß Jar haben mir durch Ratt und Hilf unßers Ernannten Herrn Beichtvatterß und eines seines Mitconventualen Bei S. Veicht pater Wilhelmb Volkhamb der Zeit Capplan Alhie gewöst ein schöne Weinacht hitten und Berg in der 12 potten Capeln Auf die H. Weinachtliche Zeit aufrichten lassen und den Althar dise Zeit Abhöben lassen Beii wölchem das gemaine Volkh däglich grosse Andacht erzaigt und ihrem Vermögen nach zimblicher massen darzue geopffert haben.“

## Beschreibung
Dargestellt sind die Szenen Geburt Christi, die Erscheinung des Herrn und die Hochzeit zu Kana. Von der ersten Krippe sind bis heute die Figuren Maria und Josef, das tanzende Jesulein sowie drei Hirten, vier Propheten und drei Engel erhalten geblieben. Die übrigen zahllosen Figuren kamen später hinzu. Die älteste Krippe des süddeutschen Raums besteht aus drei Szenen: die Geburt Christi, die Anbetung der Könige und die Hochzeit zu Kana, wobei letztere nur alle drei Jahre aufgestellt wird.
Die qualitätvollen Skulpturen sind im Schnitt 50 cm groß, einzelne sind bis zu 80 cm. Sie wurden aus Holz geschnitzt und farbig gefasst. Die Figuren tragen prächtige, seidene Gewänder oder Umhänge aus Fell, ihre Häupter werden von feinen, bestickten Kappen oder Schleiern bedeckt. Die Kleider und die Stickarbeiten wurden sicherlich zu jeder Zeit von den Nonnen gefertigt, und so ist es auch heute die Krippenschwester von Frauenwörth, die jedes Jahr diese Darstellungen in eine weitläufige, naturgetreue Landschaft einbettet.
Eine Besonderheit ist das tanzende Jesulein von Frauenwörth, das zur Huldigung durch die Könige erscheint und sie mit erhobenen Armen segnet. In den 1980er Jahren wurden die Figuren umfassend restauriert.
Die Krippe wird in der nördlich am Chorumgang angebauten Maria-Mitleid-Kapelle aufgebaut.

## Krippenzeiten für die Große Barockkrippe
- Weihnachtsszene und Erscheinung des Herrn, ab Heiligabend bis Ende Januar.
- Hochzeit zu Kana: alle drei Jahre, im Lesejahr C wird die Szene ab Mitte Januar bis Anfang Februar aufgestellt.[5]

## Galerie

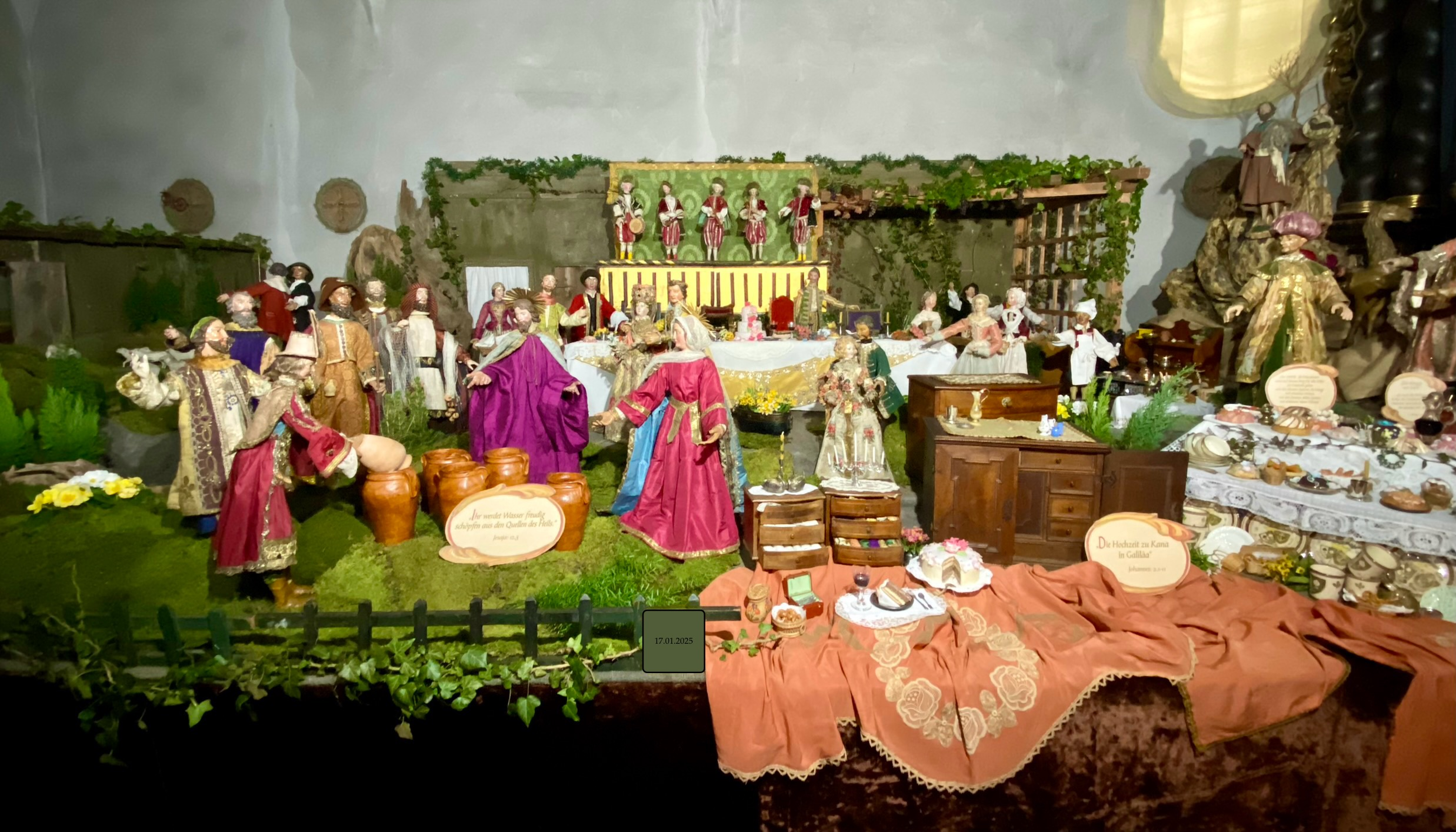
Hochzeit zu Kana, Gesamtansicht
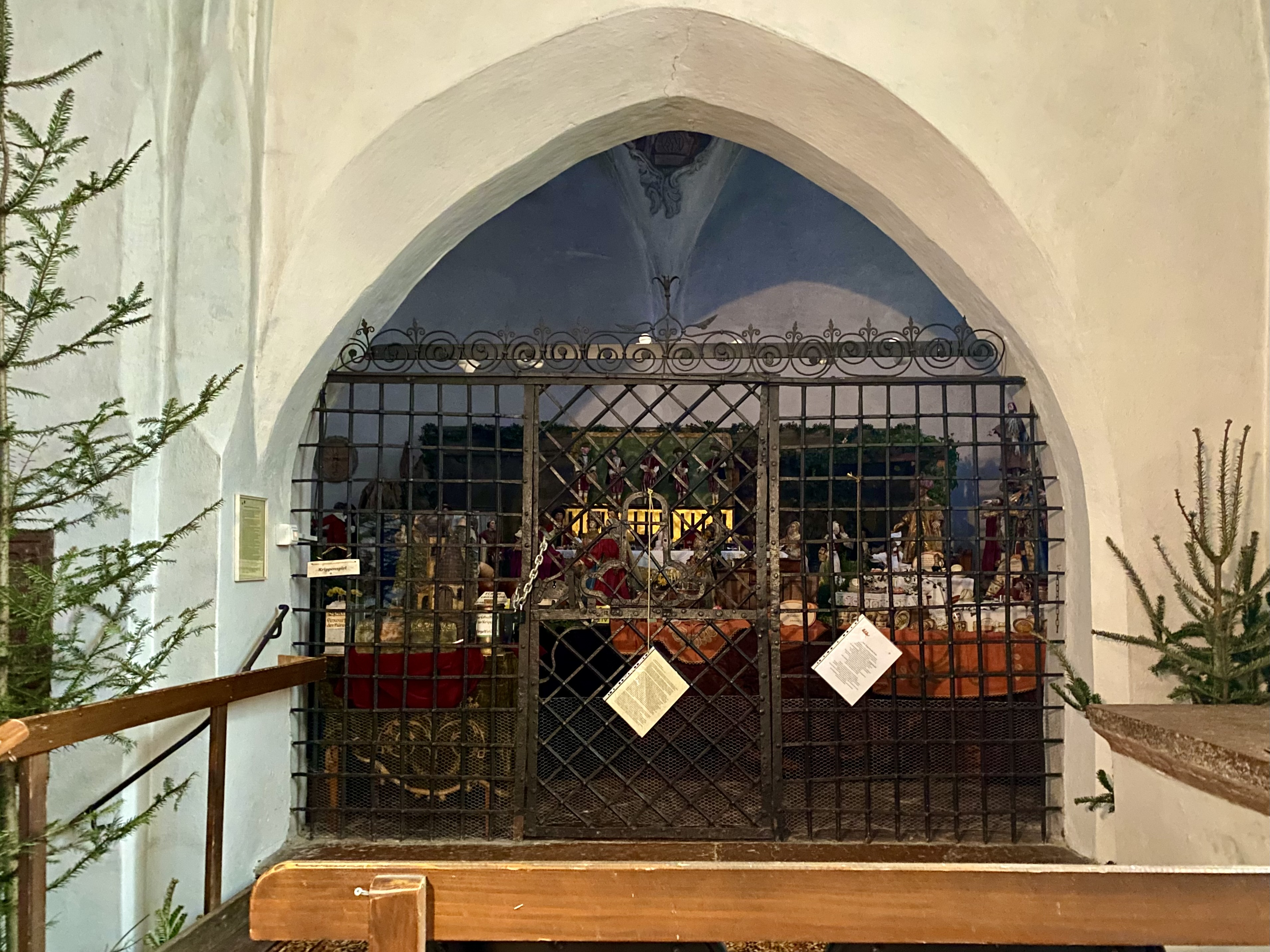
Barockkrippe, Aufbau in der Maria-Mitleid-Kapelle mit Besucherpodest
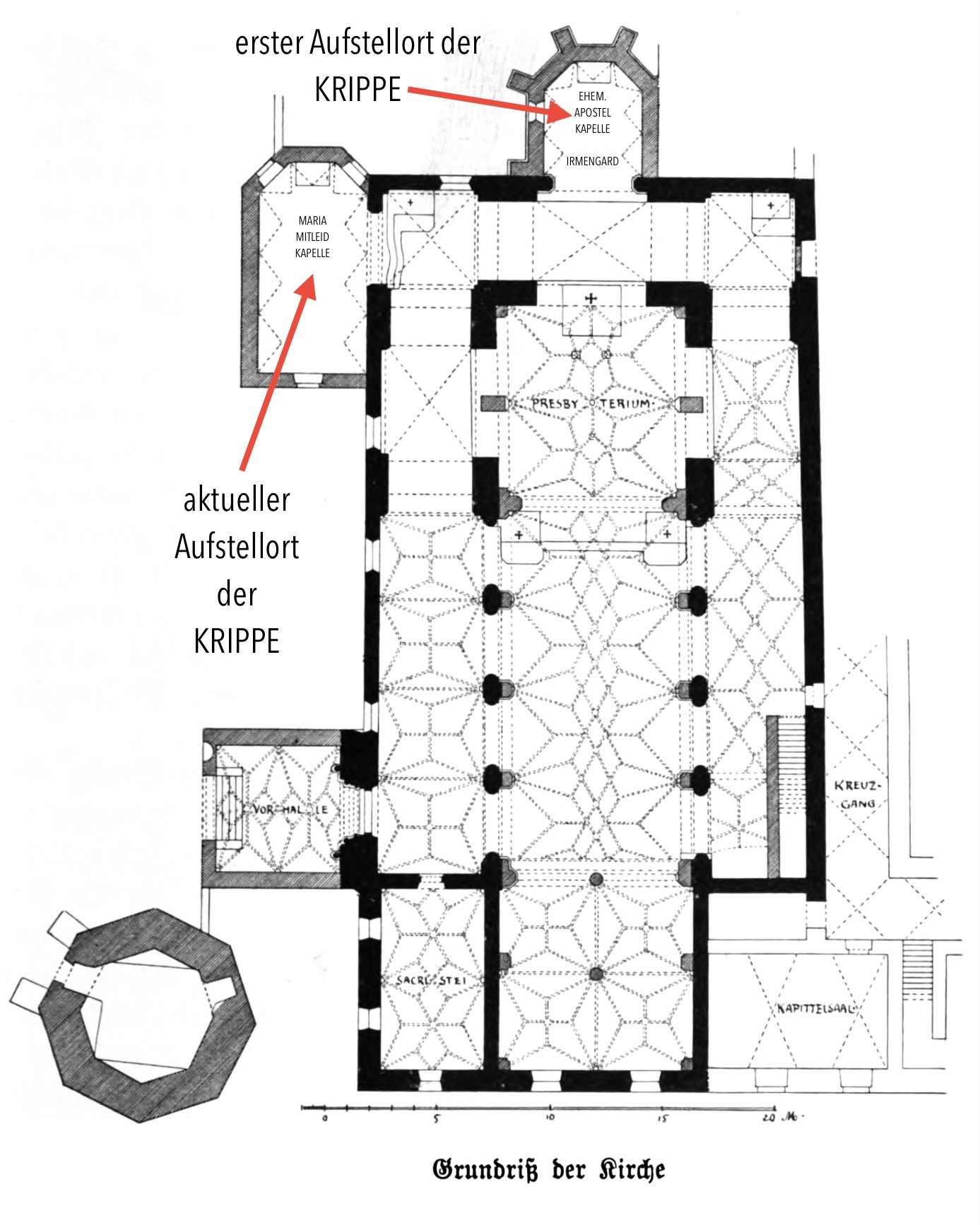
Krippenstandorte in der Abteikirche